# キャラ@声部
キャラ＠声部（きゃらあっとこえぶ）は、テレビ愛知で2020年4月5日から2022年3月20日まで土曜深夜に放送されていたコンプレックス形式のミニ番組。一部放送局ではテレビ愛知放送終了後も放送されていた。
原宿にあるショップ「PARK」で副業として働いている女性声優が、ショートアニメを盛り上げるため、部を立ち上げたという設定。

## 出演者
- 逢来りん - 副部長
- 小原莉子 - 部長
- 成田花奏 - 部員（2021年4月 - 第51回以降）[1]

## ラインナップ
以下すべてアニメーション制作は勝鬨スタジオ。「東京ガンボ」以外は実写トークパート後に放送される。

### お昼のショッカーさん
2022年1月22日より放送。
キャスト
- ショッカーさん（１）、イカデビル（声 - 蒼井翔太）
- ショッカーさん（２）、蜘蛛男（声 - 榎木淳弥）
- ショッカーさん（３）、蜂女（声 - 八代拓）
- ゲルショッカー首領（声 - 関智一）
- ゲルショッカー戦闘員（声 - Paty＠直井よしたか）
- ガラガランダ（声 - とぽ）

スタッフ
- マンガクリエイター - STUDY優作
- 監督 - ナミキヒロシ
- 音響制作 - チャンスイン
- 音響監督 - サイトウユウ
- 楽曲制作 - 佐々木宏人
- 効果音 - 関智一

### おかしなさばくのスナとマヌ
2021年2月14日より放送、全50話。

### ぽっこりーず
キャスト
- ぱつひこ（声 - 森川智之）
- ハム（声 - 葉山翔太）
- パンダちゃん（声 - 降幡愛）
- おやかん様（声 - 松本梨香）
- カンガルー氏（声 - 岩崎諒太）
- シロちゃん（声 - 小原莉子）
- においさん（声 - 逢来りん）

2020年5月18日より放送、全50話。

### まるまるマヌル
マヌルネコを題材とした『ネコこのゴロ』の続編。朝日放送テレビ、BS日テレ「アニメにむちゅ〜」2020年1月より放送されていた作品の遅れネット。
キャスト
- マヌルくん（声 - 新田恵海）
- スコフくん（声 - 水瀬いのり）
- チャトラくん（声 - 平山笑美）
- 効果音（森川智之）

スタッフ
- キャラクター原案・脚本 - STUDY優作
- 監督 - 永谷優治
- 音響制作 - チャンス イン
- 音楽 - 佐々木宏人

### 東京ガンボ
2020年11月22日より全7回。原宿（東京都渋谷区神宮前）のアパレルショップ「PARK」を舞台としたショートアニメ。「キャラ＠声部」開始の当初の目的でもある基幹作品。東京ガンボ放送期間中は実写パートが東京ガンボの放送時間に置き換えられた。
スタッフ
- 原作 - PARK
- 監督 - 荒川眞嗣
- 脚本 - 福田裕子
- キャラクターデザイン - たなか麦
- 製作 - MMDGP、十文字

キャスト
- かりん（声 - 小原莉子）
- 晴子（声 - 逢来りん）
- カカオ（声 - 降幡愛）
- メイ（声 - 伊藤美来）
メイ役はオーディションを得て選ばれた。

### ネコこのゴロ 令和版
2021年4月より放送。キャストは一部変更している。朝日放送テレビでも放送。
- 出演 - 小原莉子、逢来りん、髙橋麻里、田中音緒、豊島聖人、堀場美希、今村真也

## 放送局
キャラ＠声部としての放送局。
| 放送期間                                                                     | 放送時間                                                                              | 放送局            | 対象地域 | 備考                                                              |
| ---------------------------------------------------------------------------- | ------------------------------------------------------------------------------------- | ----------------- | -------- | ----------------------------------------------------------------- |
| 2020年4月6日 - 2021年3月28日                                                 | 月曜 3:00 - 3:04（日曜深夜）                                                          | 広島ホームテレビ  | 広島県   | 第50回目まで製作委員会参加及び放送                                |
| 2020年6月4日 - 2021年5月14日                                                 | 金曜 2:30 - 2:35（木曜深夜）                                                          | テレビ北海道      | 北海道   | 第2回から第50回まで。                                             |
| 2020年4月5日 - 12月27日 2021年1月16日 - 3月27日 2021年4月3日 - 2022年3月20日 | 日曜 3:20 - 3:25（土曜深夜） 日曜2:50 - 2:55（土曜深夜） 日曜 2:55 - 3:00（土曜深夜） | テレビ愛知        | 愛知県   | 製作参加                                                          |
| 2021年4月14日 - 2022年3月30日                                                | 水曜 0:55 - 1:00（火曜深夜）                                                          | 福井テレビ        | 福井県   | 第96回まで。                                                      |
| 2021年7月29日 - 2022年3月31日                                                | 木曜 2:20 - 2:25（水曜深夜）                                                          | 北海道文化放送    | 北海道   | 第52回から放送                                                    |
| 2021年4月9日 - 2023年6月30日                                                 | 金曜 1:55 - 2:00（木曜深夜）                                                          | テレビ新広島      | 広島県   | 第51回から放送                                                    |
| 2021年4月9日 - 2023年6月30日                                                 | 金曜 1:36 - 1:40（木曜深夜）                                                          | テレビ愛媛        | 愛媛県   | 第51回から放送                                                    |
| 2022年4月1日 - 2023年6月30日                                                 | 金曜 2:20 - 2:25（木曜深夜）                                                          | NST新潟総合テレビ | 新潟県   | 初回開始時刻は2:15 - 2:20での放送。                               |
| 2021年7月2日 - 2023年7月1日                                                  | 土曜 2:55 - 3:00（金曜深夜）                                                          | テレビ西日本      | 福岡県   | 8月27日、9月3日は3:00 - 3:05での放送。最終回は2:25 - 2:30での放送 |
| 2021年4月9日 - 2023年7月21日                                                 | 金曜 2:15 - 2:20（木曜深夜）                                                          | テレビ静岡        | 静岡県   | 第51回から放送                                                    |
| 2020年6月1日 - 2023年8月22日                                                 | 火曜 1:34 - 1:39（月曜深夜）                                                          | 石川テレビ        | 石川県   | リピート放送あり                                                  |
| 2021年4月11日 - 2023年4月1日 2023年4月8日 - 2023年6月30日                    | 土曜 2:25 - 2:30（金曜深夜） 土曜 2:23 - 2:28（金曜深夜）                             | テレビユー福島    | 福島県   |                                                                   |
| 2020年10月22日 -2021年3月25日 2021年4月7日 -2024年3月6日                     | 木曜 23:54 - 翌 0:02 水曜 23:55 - 24:00                                               | テレビ和歌山      | 和歌山県 |                                                                   |

| 配信開始日                | 配信時間       | 配信サイト   |
| ------------------------- | -------------- | ------------ |
| 2020年4月5日 - 終了日不明 | 日曜 3:00 更新 | Locipo GYAO! |

## 関連番組

### ラジオ
2025年7月5日（7月4日深夜）よりbayfmにてキャラ＠声部 DE ラジオの放送を開始。放送時間は毎週土曜0:30 - 1:00（毎週金曜24:30 - 25:00）、パーソナリティは小原莉子と逢来りん。